# Hillegersberg

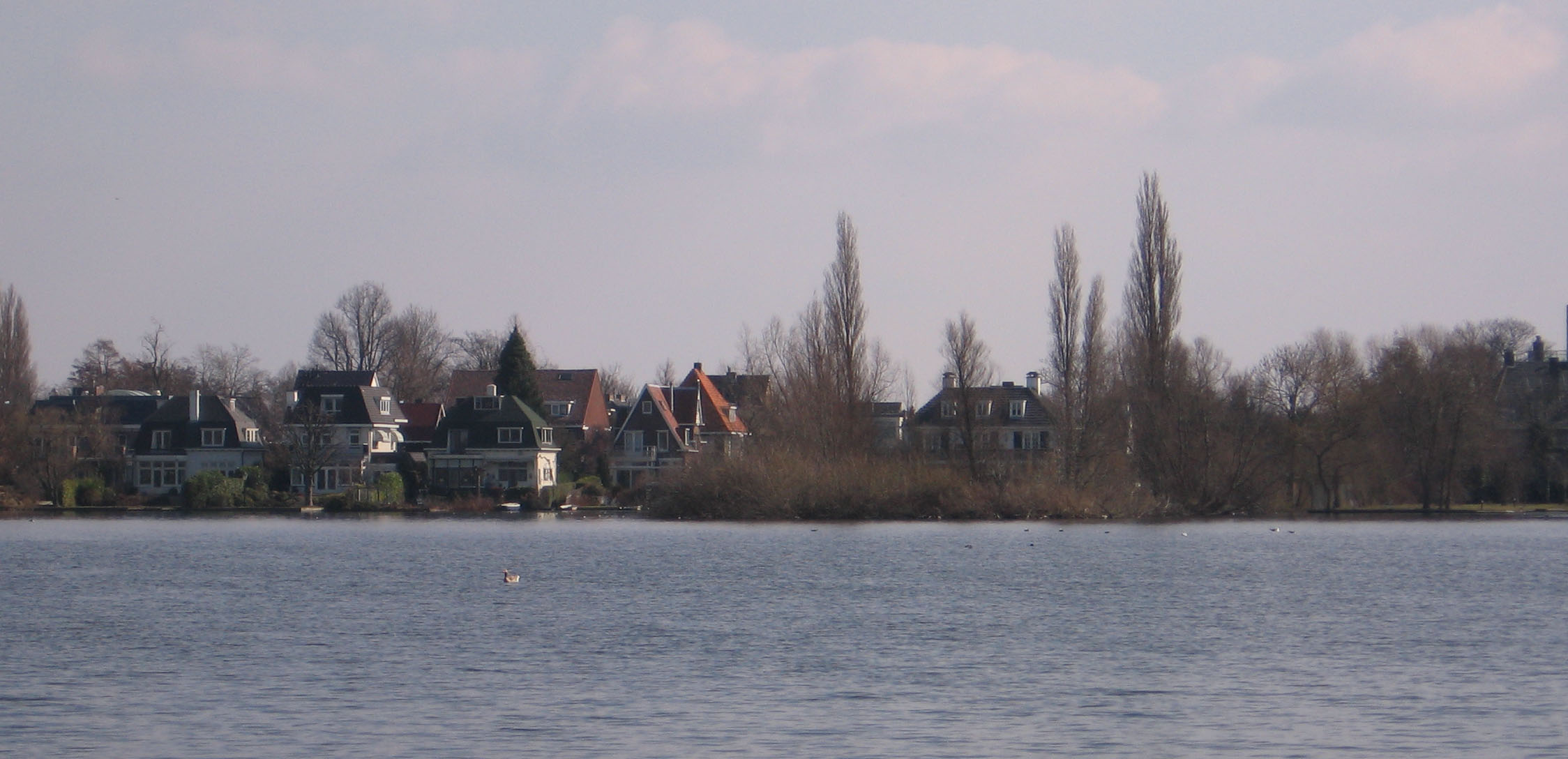
Hillegersberg gezien vanuit Schiebroek

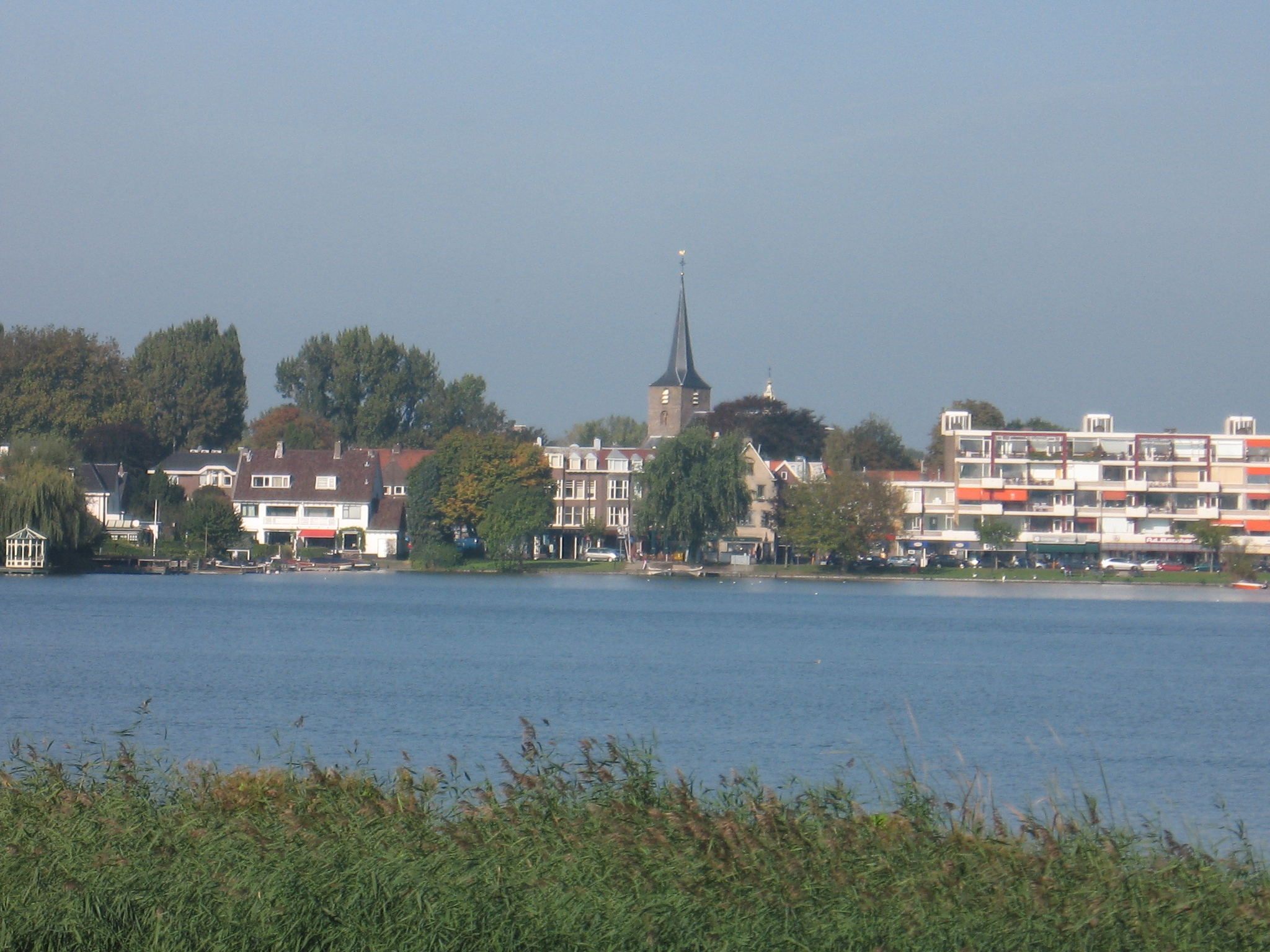
Hillegersberg met Hillegondakerk gezien vanaf Rottekade bij de Prinsenmolen

Hillegersberg is een wijk in het Rotterdamse stadsdeel Hillegersberg-Schiebroek. Hillegersberg was een zelfstandige gemeente waartoe onder meer het grondgebied van de huidige wijk Ommoord behoorde en ook een groot deel van het noorden van Rotterdam, tot aan de Schiekade toe. Successievelijk zijn die delen van Hillegersberg naar Rotterdam overgegaan met als sluitstuk de opheffing van de gemeente Hillegersberg en overgang naar Rotterdam op 1 augustus 1941, tegelijk  met de gemeenten Overschie, Schiebroek en IJsselmonde.

## Geschiedenis
Hillegersberg is vernoemd naar Hildegard van Vlaanderen, echtgenote van graaf Dirk II van Holland en West-Friesland. Deze graaf was in de tiende eeuw eigenaar van Bergan, dat in oud-Hollands versterkte plaats of gehucht betekent.
De oude dorpskern rond de Hillegondakerk is nog goed herkenbaar. Het dorp ontstond op een heuvel, ook donk of morre genoemd. Het is een zandrug in het veengebied, ontstaan uit verstoven zand van drooggevallen rivierbeddingen. De rivierduinen zijn gevormd in de late ijstijd. Vuursteenvondsten duiden op een pre-historische bewoning. Ook Romeins aardewerk en penningen zijn gevonden, evenals een borstbeeld van keizer Hadrianus.
Volgens de legende van Hillegersberg is de zandberg ontstaan doordat de reuzin Hillegonda zand uit haar schort zou hebben verloren. Op de zandheuvel bouwde zij haar huis en zo ontstond Hillegersberg, de berg van Hillegonda. De reuzin Hillegonda met gescheurd schort siert het Wapen van Hillegersberg.
Op de heuvel bevonden zich een kerk en een kasteel, Huis ten Berghe. De burcht werd voor het eerst genoemd in een oorkonde van 2 november 1269 als in leen bij Vranke Stoep van Hildegardsberg. Ook in lijsten van parochies waar rond 1270 tienden werden geheven om de kruistochten te financieren wordt onder andere Hildeghersbergh genoemd. In 1343 was Heer Kerstant van den Berge eigenaar van de kerk en de burcht. Naar verluidt is Willem van Hildegaersberch hier geboren. W. van Hildegaersberch (ca. 1350 - ca. 1408) geldt als de eerste middeleeuwse 'sprookspreker' van Nederland. Graaf Willem VI krijgt in 1409 een boek aangeboden met "vele scone sproke die Willem van Hillegaersberge gemaakt hadde".
In 1426 werden kerk en kasteel door de legers van Jacoba van Beieren verwoest, tijdens de Hoekse en Kabeljauwse twisten. De restanten van de donjon liggen naast de Hillegondakerk in een hoek van het kerkhof, die in zijn tegenwoordige vorm uit circa 1500 dateert. Bij de herbouw is gebruikgemaakt van de gedeeltelijk gespaarde oude toren.
In 1811 scheidde Bergschenhoek zich af van Hillegersberg. Het grondgebied van het huidige Ommoord behoorde ook tot de gemeente. 

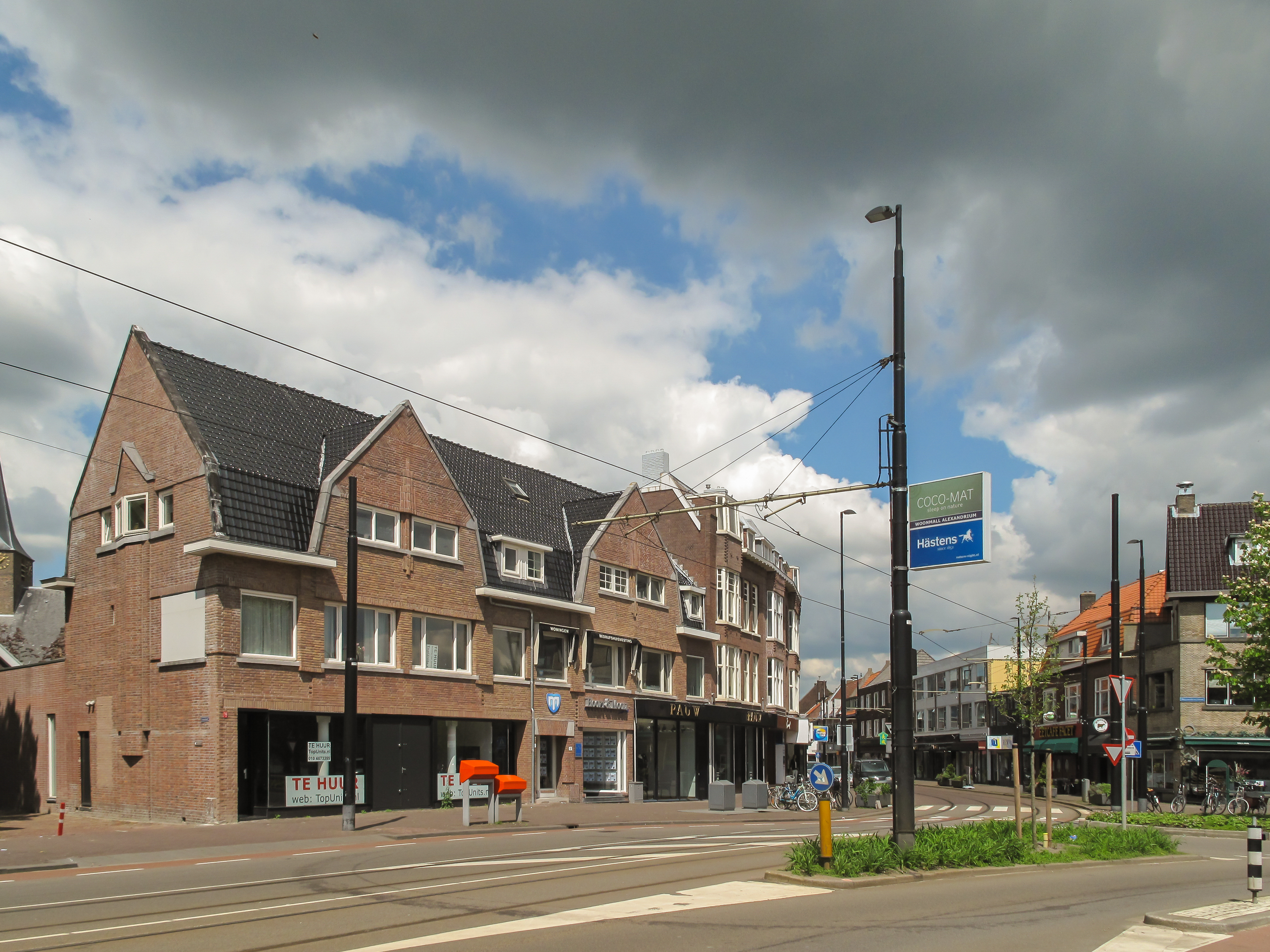
Hillegersberg, straatzicht de Bergse Dorpsstraat

In 1885 telde Hillegersberg 2.000 inwoners, in 1904 waren dat er 7.000. De grens tussen Hillegersberg en Rotterdam is meerdere malen gewijzigd. In 1904 werd er in de Tweede Kamer besloten tot een wijziging die een deel van het grondgebied van Hillegersberg aan Rotterdam toevoegde. In 1920 gebeurde dit opnieuw: de grens lag oorspronkelijk aan het einde van de Bergweg, grote delen van het huidige Rotterdamse Oude Noorden hoorden bij Hillegersberg. Door de 'overdracht' van het gebied tussen de Ceintuurbaan en de Heulbrug aan Rotterdam liep het inwonertal weer terug tot 5.000 in 1920. Daarna groeide de gemeente sterk: in 1931 15.000, in 1936 21.000 tot 26.000 in 1941 toen Hillegersberg door Rotterdam werd geannexeerd. Hillegersberg had een grote aantrekkingskracht voor nieuwe welgestelde bewoners, onder andere vanwege de Bergse Plassen, en trekpleisters als het Plaswijckpark en Lommerrijk.
De laatste burgemeester van Hillegersberg was Frederik Hendrik van Kempen (1879-1966). Naar hem is net voor de annexatie door Rotterdam in 1941 een straat in Hillegersberg vernoemd. Hetzelfde gebeurde voor Adrianus Johannes Breedveld (1873-1962), vanaf 1918 gemeenteraadslid en wethouder van 1919-1931, Maarten Dijkshoorn (1848-1930) van 1887-1927 gemeenteraadslid en eveneens wethouder en Johannes van Ballegooij (1889-1970), van 1925 tot aan het eind in 1941 gemeentesecretaris van Hillegersberg.
Het (laatste) raadhuis van Hillegersberg is de villa Buitenlust aan de C.N.A. Looslaan 1. Deze villa is in 1884 gebouwd in de stijl van de neorenaissance door architect J.J. van Waning (1830-1917), in opdracht van de familie De Kat. In de loop van de tijd heeft de villa meer gebruikers en functies gehad. Het pand, tot een recente renovatie nog twee decennia kantoor van de Rotterdamse deelgemeente Hillegersberg-Schiebroek, was ook het raadhuis van de nog zelfstandige gemeente Hillegersberg tussen 1921 en 1941 en sedert 1941 hulpsecretarie van de Rotterdam en als zodanig een gewilde trouwlocatie. Sedert 2014 is een kinderopvang gehuisvest in de villa.

## Geografie
Hillegersberg ligt aan de noordkant van de gemeente Rotterdam. Het is gelegen in een water- en lommerrijk gebied, de Bergse Plassen, twee voormalige veenafgravingen. Aan de oostelijke kant wordt Hillegersberg begrensd door de rivier de Rotte. Het dorp bevat (sinds de toevoeging van nieuw-Hillegersberg) drie winkelcentra: het oorspronkelijke dorp zelf (rond de oude kern - Bergse Dorpsstraat, Weissenbruchlaan), de Kleiweg plus omliggende winkels en het (kleine) winkelcentrum aan de Van Beethovensingel. De deelgemeente Hillegersberg-Schiebroek had in 2023 44.485 inwoners.

## Bekende personen

### Geboren
- Tonnie van As (1928-2021), voetballer
- Anton Houtsma (1938-2014), burgemeester
- Nora Kretz (1934), mimespeelster en actrice
- Antony Moens (1827-1899), Tweede Kamerlid
- An van der Wiel-Bosch (1935-2025), politica
- Willebrord Nieuwenhuis (1938-2006), (tv-)journalist (o.a. Brandpunt)
- Wim Nijs (1902-1961), beeldend kunstenaar
- Jan Willem van de Wetering (1931-2008), schrijver, o.a. van detectives (Grijpstra en De Gier)

### Woonachtig
- Willem van den Hoonaard (1788-1862), onderwijzer en geschiedschrijver (o.a. van Hillegersberg)
- Herman den Blijker (1958), chef-kok en televisiepresentator
- Albert Dolmans (1928-2021), kunstschilder